# Chimarra cumata
Chimarra cumata är en nattsländeart som beskrevs av Malicky och Chantaramongkol 1993. Chimarra cumata ingår i släktet Chimarra och familjen stengömmenattsländor. Inga underarter finns listade i Catalogue of Life.